# Peugeot BB1
Der Peugeot BB1 ist ein von Peugeot entwickelter, auf der IAA 2009 in Frankfurt vorgestellter Prototyp eines Elektroautos.

## Überblick

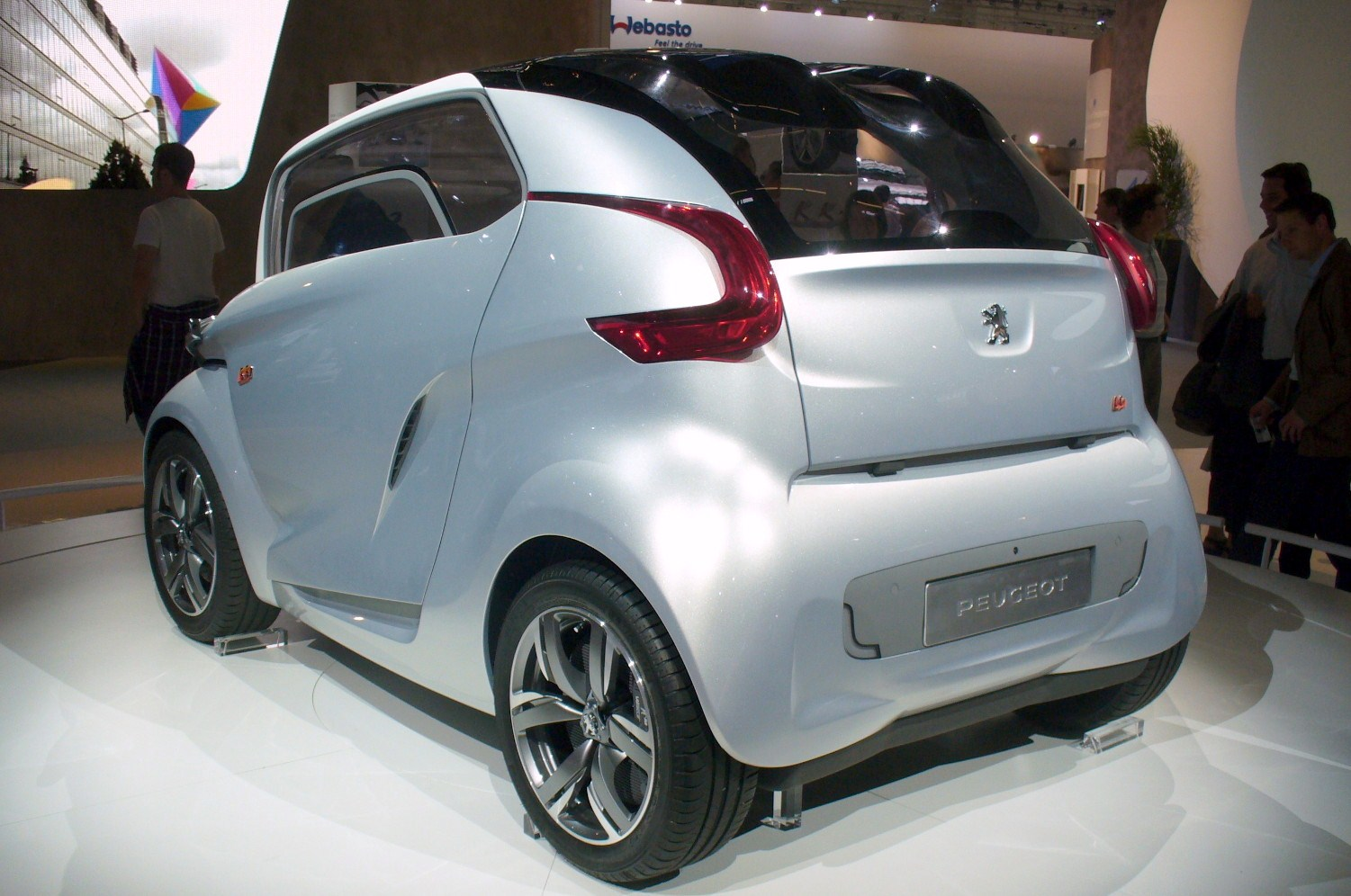
Heckansicht des Peugeot BB1

Der BB1 ist als kompaktes und wendiges Stadtauto konzipiert. Er bietet für vier Personen Platz, trotz seiner Länge von lediglich 2,5 Metern und der Breite von 1,6 Metern. Die äußere Form erinnert an den Smart, allerdings ist der BB1 nach vorne hin abfallend und zu großen Teilen besteht die Außenfläche aus Glas. Die beiden Motoren und die Batterie sind im Unterboden des Fahrzeugs installiert, wodurch der BB1 seine Kürze gewinnt. Zusätzlich wird die Lage des Schwerpunktes durch die Anbringung der Motoren unter den hinteren Sitzen optimiert, zumal das Chassis aus extrem leichtem Carbon gefertigt wird. Das Ladevolumen des Kofferraums beträgt 160 Liter. Wenn man jedoch drei der Sitze umklappt, vergrößert sich das Volumen auf 855 Liter. Momentan ist der BB1 noch im Entwicklungsstadium, eine Serienproduktion in naher Zukunft wird jedoch nicht ausgeschlossen.

## Technik

### Motor
Der BB1 verfügt über zwei in Zusammenarbeit mit Michelin entwickelte Radnabenmotoren, von denen jeweils einer an einem der Hinterräder angebracht ist. Beide zusammen erzeugen eine Leistung von 15 kW (20 PS). Er beschleunigt innerhalb von sieben Sekunden von 0 auf 100 km/h. Jeder der Motoren erzeugt ein Drehmoment von 320 Nm. Die Höchstgeschwindigkeit des BB1 wurde von Peugeot noch nicht bekannt gegeben.

### Batterie
Seine Energie bezieht der BB1 aus einer  Lithium-Ionen Batterie, deren Kapazität für bis zu 120 km ausreichen soll.

### Technische Raffinessen
Zur zusätzlichen Energiegewinnung verfügt der BB1 über Solarzellen auf dem Dach, die vor allem die Klimaanlage und andere, nicht der Fahrsicherheit dienliche elektrische Einrichtungen bedienen sollen. Im geparkten Zustand kann der BB1 durch die Energie aus den Solarzellen vorgekühlt werden, was vor allem im Sommer ein Komfortplus darstellt.